# Grüne Hoyerswerder

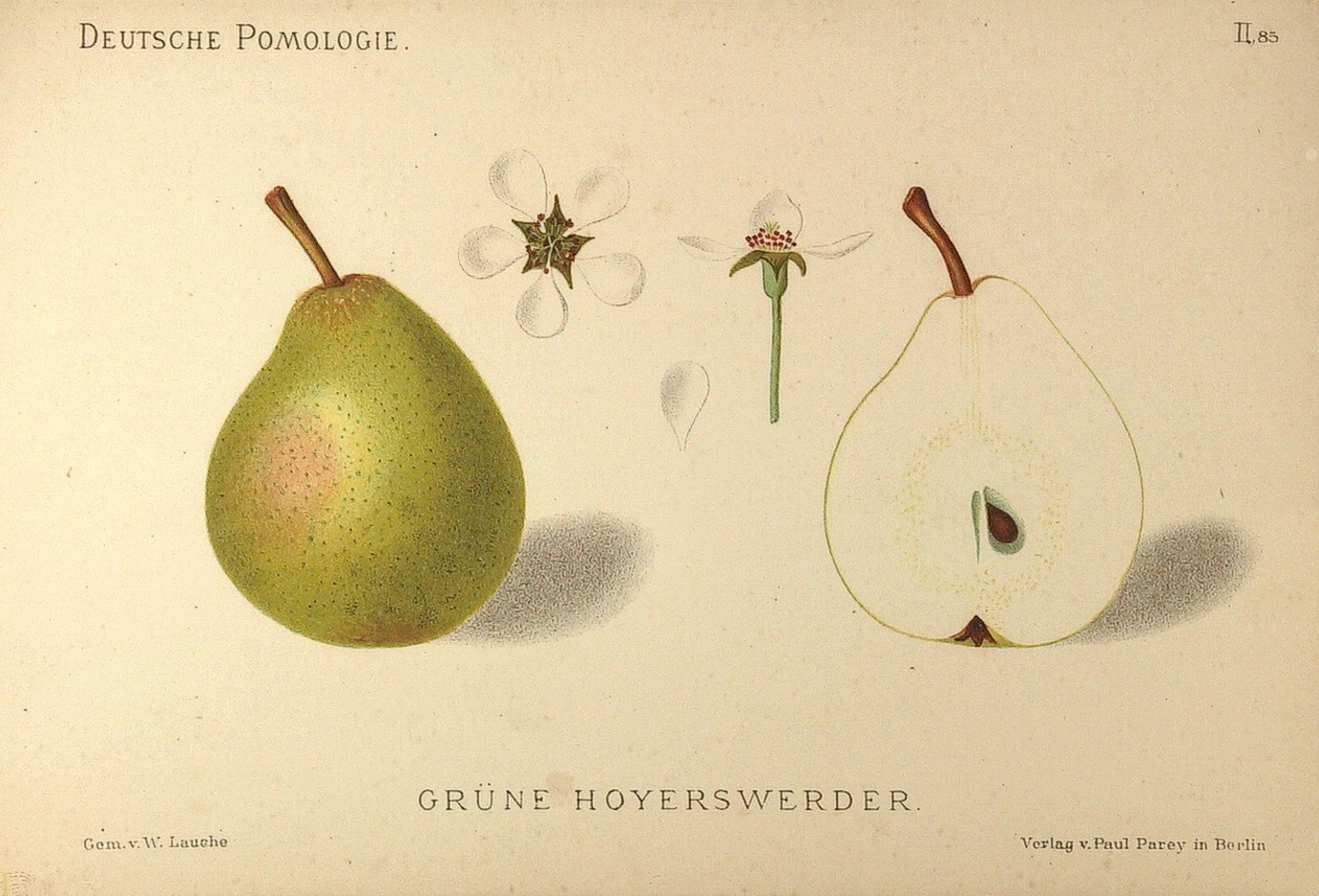
Grüne Hoyerswerder, Illustration 1882

Die Grüne Hoyerswerder ist eine alte sächsische Birnensorte. Die Landesgruppe Sachsen des Pomologen-Vereins kürte die Grüne Hoyerswerder zur sächsischen Obstsorte des Jahres 2023.

## Geschichte
Als Entdecker der ursprünglich regionalen sächsischen Birnensorte gilt der Pastor Johann Friedrich Benade, der sie um 1790 in einer Baumschule in Hoyerswerda fand. In den folgenden Jahren verbreitete sich die Sorte schnell weiter. Der Obstbauexperte Johann Ludwig Christ beschrieb die Birne im Jahr 1797 als „die grüne Sommerzukkerbirne von Hoyerswerda“. Benade beschrieb sie in einem Werk von 1803 als „die Hoyerswerdsche Sommer-Zuckerbirne“. Auch die Bezeichnung „Benadine“ zu Ehren des Entdeckers ist überliefert, konnte sich jedoch nicht etablieren.
Im 19. Jahrhundert war die Birne in Deutschland als „Grüne Hoyerswerder“ verbreitet. Auch international wurde die Sorte kultiviert. So wurde bereits um 1830 die Grüne  Hoyerswerder auch in Österreich-Ungarn angebaut. Sie wurde als eine Birnengattung angesehen, die sich nicht nur „für mildere Gegenden“, sondern – als eine von nur neun Sorten – auch „für die rauheren Gegenden in Nieder-Oesterreich“ eignete. Als herausragende Eigenschaften wurden ihr „eine gute, schmelzende Frucht“ zugeschrieben sowie „[t]rägt sehr gut, hält 9–10 Tage“.
Der Pomologe Adrian Diel beurteilte sie als Frucht „von allererstem Rang“, die es „verdient[,] allgemein verpflanzt zu werden.“ In Frankreich war sie als „Sucre-Vert d’Hoyerswerda“ bekannt. Unter dem Namen „Sugar of Hoyerswerda“ wurde sie bis in die Vereinigten Staaten verbreitet, 1845 beschrieb sie der US-amerikanische Landschaftsgestalter und Schriftsteller Andrew Jackson Downing in seinem Werk Fruits and Fruit Trees of America als „angenehme deutsche Birne“. Noch 1890 wurde sie als Tafelbirne in der Taborer Gegend in Böhmen geschätzt.
In Sachsen wurde der Anbau der Sorte noch bis zum Ende des Ersten Weltkriegs empfohlen. Danach wurde die Birne immer mehr durch andere, vor allem länger haltbare Kulturbirnen verdrängt, bis sie schließlich als verschollen galt.
Die Lausitzer Rundschau initiierte 2011 eine Suche nach der Grünen Hoyerswerder. In der Prüfstelle Wurzen des Bundessortenamts wurden daraufhin 2012 die mutmaßlich letzten Exemplare der Sorte entdeckt. Die Oberlausitz-Stiftung, die sich dem Erhalt historischer Obstsorten verschrieben hat, begann 2013 mit der Veredelung und damit der Sicherung des Fortbestands der Grünen Hoyerswerder.
Im sächsischen Radebeul wurde 2023 in einem Privatgarten ein Altbaum der Grünen Hoyerswerder entdeckt, nachdem in der Presse von der Ernennung zur sächsischen Obstsorte des Jahres berichtet worden war. Dieser wahrscheinlich zu Beginn des 20. Jahrhunderts gepflanzte Baum gilt als einzig erhaltener Altbaum der Sorte in der Region.

## Beschreibung

### Frucht
Die kleine bis mittelgroße, kreiselförmige Birne hat eine glatte, grasgrüne, stark gepunktete Schale, die sich während der Reifung ins Gelbliche färbt. Das Fruchtfleisch ist weißlich bis gelblich, der Geschmack aromatisch-süß. Die Reifezeit ist von Mitte bis Ende August, die Grüne Hoyerswerder ist nur kurz haltbar und daher kaum lagerfähig. Die Frucht kann sowohl frisch verzehrt als auch weiterverarbeitet werden.

### Baum
Die Grüne Hoyerswerder wird als „robust und […] in einem breiten Spektrum in Bezug auf Boden und Klima anbaufähig“ beschrieben. Der Austrieb erfolgt Anfang April, die Baumkrone ist pyramidenförmig ausgebildet.

## Synonyme
Benadine, Grüne Hoyerswerda, Hoyerswerdaer Grüne, Grüne Hoyerswerder Zucker-Birne, Grüne Sommerzuckerbirne von Hoyerswerda, Incommunicable, Souveraine d’Eté, Sucré-Vert d’Hoyerswerda, Sucrée d’Hoyerswerda, Sugar of Hoyerswerda, Sucré Noir d’Eté

## Sächsische Obstsorte des Jahres
Durch die Auszeichnung zur sächsischen Obstsorte des Jahres macht die Landesgruppe Sachsen des Pomologen-Vereins auf gefährdete historische Obstsorten aufmerksam. Diese werden im Zuge der Ernennung in mehreren sächsischen Baumschulen kultiviert, um eine neuerliche Verbreitung anzuregen.